# Pèrdix (germana de Dèdal)
Pèrdix (en grec antic Πέρδιξ) era una germana de Dèdal, i com ell, filla d'Eupàlam, o de Mecíon.
Va ser la mare de Pèrdix, un noi que de molt jove va treballar com a aprenent al taller del seu oncle Dèdal, que envejós de les seves habilitats, el va matar tirant-lo pel penya-segat de l'Acròpoli. A la mort del seu fill, Pèrdix es va penjar desesperada. Els atenesos li van tributar honors divins.